# راشک سفلی
راشک سفلی، روستایی از توابع بخش همایجان شهرستان سپیدان در استان فارس ایران است (در تقسيم بندى قديمى طايفه جاويد و از توابع شهرستان نورآباد ممسنى بوده است)که مردم آن اغلب به کشاورزی و دامداری مشغول‌اند
در اطراف روستا باغ های انگور به وفور یافت میشود 
۷۰درصد جمعیت روستا را افراد مسن تشکیل میدهند که فرزندان آن‌ها در شهر های نزدیک از جمله شیراز زندگی میکنند.هوای روستا در فصل بهار سرد، در تابستان بسیار خنک، پاییز و زمستان فوق العاده سرد است 
نام ها خانوادگی مردم عبارتند از :صادقی ,عزیزی، شفیعی، حسینی، دهقانی، محمدی و... 
لغت نامه دهخدا در مورد واژه راشک چنین توضیح داده است: ((راشک بلوط جهانه دهی است از دهستان جاوید بخش فهلیان و ممسنی شهرستان کازرون که در 42 هزار گزی خاوری فهلیان قرار دارد... راشک خلیفه هارون دهی است از دهستان جاوید بخش فهلیان و ممسنی شهرستان کازرون که در 42 هزار گزی خاور فهلیان قرار دارد.)) در تقسیم بندی های کنونی کشوری روستای راشک از توابع شهرستان سپیدان در استان فارس محسوب میشود. 
```
جمعیت
```

این روستا در دهستان سرناباد قرار دارد و براساس سرشماری مرکز آمار ایران در سال ۱۳۸۵، جمعیت آن ۴۲۸ نفر (۱۰۶خانوار) بوده‌است.